# David Fonteno
David Fonteno is een Amerikaans acteur. 

## Filmografie

### Films
Uitgezonderd korte films.
- 2012 You're Nobody 'til Somebody Kills You - als kapitein Freeman
- 2012 The Dictator – als staatssecretaris
- 2011 Happy New Year – als Gunny D
- 2010 Mornig Glory – als Oscar
- 2010 The Tested – als Ty
- 2009 Split Ends – als openbare aanklager
- 2008 Choke – als Edwin
- 2005 The Interpreter – als Phillip Ostroff
- 2004 Strip Search – als Paul Lewis
- 2003 DC 9/11: Time of Crisis – als Colin Powell
- 2002 Analyze That – als Davis
- 2002 The Rats – als Ray Jarrett
- 2001 Dead Dogs Lie – als Benny
- 1998 Mixing Nia – als ??
- 1996 Night Falls on Manhattan – als kapitein
- 1996 Eraser – als beveiliger van de overhead
- 1995 Devil in a Blue Dress – als Junior Fornay
- 1987 Death Wish 4: The Crackdown – als Frank Bauggs

### Televisieseries
Uitgezonderd eenmalige gastrollen.
- 2009 – 2015 The Good Wife – als rechter Robert Parks – 10 afl.
- 2011 – 2012 Royal Pains – als dr. Redliner – 4 afl.
- 2001 – 2009 Law & Order – als rechter Derek Hafner – 3 afl.
- 2005 – 2006 Law & Order: Trial by Jury – als rechter Derek Hafnar – 2 afl.
- 1999 – 2000 Third Watch – als kapitien Haynes – 3 afl.
- 1998 Guiding Light – als dr. Charles Grant – 3 afl.
- 1987 Santa Barbara – als Gus Jackson – 8 afl.
- 1985 – 1986 Search for Tomorrow – als luitenant Grant - ? afl.